# جيم بانينج
جيم بانينج (بالإنجليزية: Jim Banning)‏ هو لاعب كرة قاعدة أمريكي، ولد في 11 يونيو 1865 في نيويورك في الولايات المتحدة، وتوفي في 14 أكتوبر 1952 في سانت بول في الولايات المتحدة.

## وصلات خارجية
- جيم بانينج على موقعبيزبول رفرنس.كوم (الدوري الرئيسي) (الإنجليزية)